# Edward H. Plumb
Edward Holcomb Plumb (* 6. Juni 1907 in Streator, Illinois; † 18. April 1958 in Los Angeles, Kalifornien) war ein US-amerikanischer Filmkomponist und Orchestrator, der vor allem durch seine Arbeiten für Walt Disney bekannt wurde.

## Leben und Wirken
Plumb wurde in Streator im US-Bundesstaat Illinois geboren. Seine erste Arbeit war 1938 die Musik zu Walt Disneys Kurzfilm Mother Goose Goes Hollywood. In den folgenden Jahren komponierte er immer wieder die Musik zu Trick-Kurzfilmen, darunter weitere für Walt Disney aber auch zur Trickfilmserie Tom und Jerry (The Missing Mouse, 1953).
Neben seiner Arbeit als Filmkomponist war Plumb auch als Orchestrator tätig (u. a. bei den Filmen Peter Pan, Susi und Strolch, Dumbo und Zug der Furchtlosen). Plumb war verheiratet und hatte drei Töchter.

## Filmografie (Auswahl)
- 1938: Mother Goose Goes Hollywood
- 1940: Pinocchio
- 1942: Bambi
- 1943: Drei Caballeros im Sambafieber (Saludos Amigos)
- 1943: The Grain That Built a Hemisphere (Kurzfilm)
- 1944: Drei Caballeros (The Three Caballeros)
- 1944: Victory Through Air Power
- 1945: Donalds Verbrechen (Donald’s Crime)
- 1947: Mädchen für Hollywood (Variety Girl, Animationssequenz)
- 1947: Kalkutta (Calcutta)
- 1950: Wilde Jahre in Lawrenceville (The Happy Years)
- 1951: Quebec

## Auszeichnungen
Plumb wurde viermal für einen Oscar nominiert: Bambi (1943), Victory Through Air Power (1944), Drei Caballeros im Sambafieber (1944) und Drei Caballeros (1946).